# Neuseeländische Cricket-Nationalmannschaft in Indien in der Saison 2012
Die Tour der neuseeländischen Cricket-Nationalmannschaft nach Indien in der Saison 2012 fand vom 23. August bis zum 11. September 2012 statt. Die internationale Cricket-Tour war Bestandteil der Internationalen Cricket-Saison 2012 und umfasste zwei Tests und zwei Twenty20s. Indien gewann die Test-Serie 2–0, während Neuseeland die Twenty20-Serie 1–0 für sich entschied.

## Vorgeschichte
Indien bestritt zuvor eine Tour in Sri Lanka, Neuseeland in den West Indies. Die letzte Tour der beiden Mannschaften gegeneinander fand in der Saison 2010/11 in Indien statt.
Für beide Teams war die Tour eine Vorbereitung für den anschließend stattfindenden ICC World Twenty20 2012 in Sri Lanka.

## Stadien
Die folgenden Stadien wurden für die Tour als Austragungsort vorgesehen und am 2. April 2012 bekanntgegeben.
| Stadion       | Stadt                                      | Kapazität | Spiele  |
| ------------- | ------------------------------------------ | --------- | ------- |
| Bangalore     | M. Chinnaswamy Stadium                     | 42.000    | 2. Test |
| Chennai       | M. A. Chidambaram Stadium                  | 46.000    | 2. T20  |
| Hyderabad     | Rajiv Gandhi International Cricket Stadium | 55.000    | 1. Test |
| Visakhapatnam | ACA-VDCA Cricket Stadium                   | 30.000    | 1. T20  |

## Kaderlisten
Neuseeland benannte seinen Kader am 7. August 2012.
Indien benannte seine Kader am 10. August 2012.
| Test | Test | Twenty20 | Twenty20 |
| Indien | Neuseeland | Indien | Neuseeland |
| --- | --- | --- | --- |
| - MS Dhoni (K & wk) - Ravichandran Ashwin - S Badrinath - Piyush Chawla - Gautam Gambhir - Zaheer Khan - Virat Kohli - VVS Laxman - Pragyan Ojha - Cheteshwar Pujara - Ajinkya Rahane - Suresh Raina - Virender Sehwag - Ishant Sharma - Sachin Tendulkar - Umesh Yadav | - Ross Taylor (K) - Trent Boult - Doug Bracewell - Daniel Flynn - James Franklin - Martin Guptill - Brendon McCullum - Chris Martin - Tarun Nethula - Jeetan Patel - Tim Southee - Kruger van Wyk (wk) - Neil Wagner - BJ Watling - Kane Williamson | - MS Dhoni (K & wk) - Gautam Gambhir (VK) - Ravichandran Ashwin - Lakshmipathy Balaji - Piyush Chawla - Ashok Dinda - Zaheer Khan - Virat Kohli - Irfan Pathan - Suresh Raina - Virender Sehwag - Rohit Sharma - Harbhajan Singh - Yuvraj Singh - Manoj Tiwary | - Ross Taylor (K) - Doug Bracewell - James Franklin - Martin Guptill - Ronnie Hira - Brendon McCullum (wk) - Nathan McCullum - Kyle Mills - Adam Milne - Rob Nicol - Jacob Oram - Tim Southee - Daniel Vettori - BJ Watling - Kane Williamson |

## Tests

### Erster Test in Hyderabad
| 23. – 27. August Scorecard | Hyderabad | Indien 438 (134.3)                            | – | Neuseeland 159 (61.3) & 164 (79.5) (f/o) |
|                            |           | Indien gewinnt mit einem Innings und 115 Runs |   |                                          |

### Zweiter Test in Bangalore
| 31. August – 4. September Scorecard | Bangalore | Neuseeland 365 (90.1) & 248 (73.2) | – | Indien 353 (96.5) & 262-5 (63.2) |
|                                     |           | Indien gewinnt mit 5 Wickets       |   |                                  |

## Twenty20 Internationals

### Erstes Twenty20 in Visakhapatnam
| 8. September Scorecard | Visakhapatnam | Indien   | – | Neuseeland |
|                        |               | Abgesagt |   |            |

### Zweites Twenty20 in Chennai
| 11. September Scorecard | Chennai | Neuseeland 167-5 (20)        | – | Indien 166-4 (20) |
|                         |         | Neuseeland gewinnt mit 1 Run |   |                   |

## Statistiken
Die folgenden Cricketstatistiken wurden bei dieser Tour erzielt.
| Tests               | Tests      | Tests   | Tests   | Tests   | Tests   | Tests   | Tests   | Tests   |
| Batting             | Batting    | Batting | Batting | Batting | Batting | Batting | Batting | Batting |
| Spieler             | Mannschaft | Spiele  | Innings | Runs    | Average | HS      | 100s    | 50s     |
| ------------------- | ---------- | ------- | ------- | ------- | ------- | ------- | ------- | ------- |
| Cheteshwar Pujara   | Indien     | 2       | 3       | 216     | 72,00   | 159     | 1       | 0       |
| Virat Kohli         | Indien     | 2       | 3       | 212     | 106,00  | 103     | 1       | 2       |
| MS Dhoni            | Indien     | 2       | 3       | 183     | 91,50   | 73      | 0       | 2       |
| Ross Taylor         | Neuseeland | 2       | 4       | 157     | 39,25   | 113     | 1       | 0       |
| Virender Sehwag     | Indien     | 2       | 3       | 128     | 42,66   | 47      | 0       | 0       |
| Bowling             |            |         |         |         |         |         |         |         |
| Spieler             | Mannschaft | Spiele  | Overs   | Wickets | Average | BBI     | 5W      | 10W     |
| Ravichandran Ashwin | Indien     | 2       | 89.2    | 18      | 13,11   | 6/31    | 3       | 1       |
| Pragyan Ojha        | Indien     | 2       | 98.1    | 13      | 18,46   | 5/99    | 1       | 0       |
| Tim Southee         | Neuseeland | 1       | 42      | 8       | 16,50   | 7/64    | 1       | 0       |
| Jeetan Patel        | Neuseeland | 2       | 75.2    | 7       | 35,14   | 4/100   | 0       | 0       |
| Umesh Yadav         | Indien     | 2       | 49      | 5       | 42,80   | 2/68    | 0       | 0       |
| Trent Boult         | Neuseeland | 2       | 66.5    | 5       | 49,40   | 3/93    | 0       | 0       |

| Twenty20s           | Twenty20s  | Twenty20s | Twenty20s | Twenty20s | Twenty20s | Twenty20s | Twenty20s | Twenty20s |
| Batting             | Batting    | Batting   | Batting   | Batting   | Batting   | Batting   | Batting   | Batting   |
| Spieler             | Mannschaft | Spiele    | Innings   | Runs      | Average   | HS        | 100s      | 50s       |
| ------------------- | ---------- | --------- | --------- | --------- | --------- | --------- | --------- | --------- |
| Brendon McCullum    | Neuseeland | 1         | 1         | 91        | 91,00     | 91        | 0         | 1         |
| Virat Kohli         | Indien     | 1         | 1         | 70        | 70,00     | 70        | 0         | 1         |
| Yuvraj Singh        | Indien     | 1         | 1         | 34        | 34,00     | 34        | 0         | 0         |
| Kane Williamson     | Neuseeland | 1         | 1         | 28        | 28,00     | 28        | 0         | 0         |
| Suresh Raina        | Indien     | 1         | 1         | 27        | 27,00     | 27        | 0         | 0         |
| Bowling             |            |           |           |           |           |           |           |           |
| Spieler             | Mannschaft | Spiele    | Overs     | Wickets   | Average   | BBI       | 5W        | 10W       |
| Irfan Pathan        | Indien     | 1         | 4         | 3         | 10,33     | 3/31      | 0         | 0         |
| Kyle Mills          | Neuseeland | 1         | 3         | 2         | 8,50      | 2/17      | 0         | 0         |
| James Franklin      | Neuseeland | 1         | 4         | 2         | 13,00     | 2/26      | 0         | 0         |
| Zaheer Khan         | Indien     | 1         | 4         | 1         | 27,00     | 1/27      | 0         | 0         |
| Lakshmipathy Balaji | Indien     | 1         | 4         | 1         | 33,00     | 1/33      | 0         | 0         |

## Player of the Series
Als Player of the Series wurden die folgenden Spieler ausgezeichnet.
| Serie | Player of the Series |
| ----- | -------------------- |
| Test  | Ravichandran Ashwin  |

### Player of the Match
Als Player of the Match wurden die folgenden Spieler ausgezeichnet.
| Spiel   | Player of the Match |
| ------- | ------------------- |
| 1. Test | Ravichandran Ashwin |
| 2. Test | Virat Kohli         |
| 2. T20  | Brendon McCullum    |